# Heitor Pinto
Heitor Pinto, oppure Frei Heitor Pinto (Covilhã, 1528 – 1584), è stato uno scrittore e presbitero portoghese.

## Biografia
Pinto era ancora un ragazzo quando decise di entrare nell'ordine cavalleresco dei frati Ospitalieri di San Giovanni di Gerusalemme, dove si avvicinò alla cultura religiosa e non, che approfondì nell'Università di Coimbra, studiando la letteratura dell'antichità classica, la patristica e gli umanisti.
Nel 1566 diede alle stampe la parte iniziale dei dialoghi intitolata Vida Christāo, completata sei anni dopo dal libro Segunda parte dos Diálogos, che ottenne un ottimo successo.
Intanto Pinto venne nominato Provinciale dei gerosolomitani e questo ruolo richiedeva viaggi e soggiorni in Italia, in Francia e in Spagna, proprio a lui che prediligeva una vita ritirata e di meditazione.
Nel suo ultimo periodo di esistenza fu costretto all'esilio, dato che non accettò il dominio spagnolo.
I Dialoghi di Pinto costituiscono un significativo esempio di letteratura umanistica, influenzati da Platone e dagli stoici, avvicinati e immersi nelle atmosfere della spiritualità cristiana, e caratterizzati da una grande purezza e armonia.
Alcuni elementi e certe immagini anticiparono il Barocco, siano esse prese dalla realtà quotidiana oppure dalla matematica e dalla geometria, anche se la sua opera complessivamente è intrisa di elementi rinascimentali.

## Opere
- Vida Christāo (1566);
- Segunda parte dos Diálogos (1572).